# Zwemmen op de Olympische Zomerspelen 2024 – 400 meter vrije slag mannen
De 400 meter vrije slag mannen op de Olympische Zomerspelen 2024 vond plaats op 27 juli 2024 in de Paris La Défense Arena. Regerend olympisch kampioen was Ahmed Hafnaoui uit Tunesië.

## Records
Voorafgaand aan het toernooi waren dit het wereldrecord en het olympisch record
| Wereldrecord     | Paul Biedermann | 3.40,07 | Rome   | 26 juli 2009 |
| Olympisch record | Sun Yang        | 3.40,14 | Londen | 28 juli 2012 |

## Uitslagen
De acht snelste zwemmers in de series kwalificeerden zich voor de finale.

### Series
| Rang | Serie | Baan | Naam               | Land                  | Tijd    | Bijz. |
| ---- | ----- | ---- | ------------------ | --------------------- | ------- | ----- |
| 1    | 5     | 4    | Lukas Märtens      | Duitsland             | 3.44,13 | Q     |
| 2    | 4     | 3    | Guilherme Costa    | Brazilië              | 3.44,23 | Q     |
| 3    | 3     | 3    | Fei Liwei          | China                 | 3.44,60 | Q     |
| 4    | 5     | 5    | Elijah Winnington  | Australië             | 3.44,87 | Q     |
| 5    | 4     | 4    | Samuel Short       | Australië             | 3.44,88 | Q     |
| 6    | 4     | 1    | Aaron Shackell     | Verenigde Staten      | 3.45,45 | Q     |
| 7    | 4     | 5    | Kim Woo-min        | Zuid-Korea            | 3.45,52 | Q     |
| 8    | 5     | 3    | Oliver Klemet      | Duitsland             | 3.45,75 | Q     |
| 9    | 3     | 5    | Ahmed Jaouadi      | Tunesië               | 3.46,19 |       |
| 10   | 4     | 7    | Danas Rapšys       | Litouwen              | 3.46,27 |       |
| 11   | 4     | 8    | Kieran Smith       | Verenigde Staten      | 3.46,47 |       |
| 12   | 5     | 1    | Zhang Zhanshuo     | China                 | 3.46,76 |       |
| 12   | 4     | 2    | Lucas Henveaux     | België                | 3.46,76 |       |
| 14   | 3     | 8    | Zalán Sárkány      | Hongarije             | 3.47,33 | PB    |
| 15   | 3     | 7    | David Aubry        | Frankrijk             | 3.47,53 |       |
| 16   | 5     | 8    | Kieran Bird        | Groot-Brittannië      | 3.47,54 |       |
| 17   | 5     | 7    | Marco De Tullio    | Italië                | 3.47,90 |       |
| 18   | 3     | 4    | Victor Johansson   | Zweden                | 3.47,98 |       |
| 19   | 3     | 1    | Alfonso Mestre     | Venezuela             | 3.48,20 |       |
| 20   | 3     | 6    | Matteo Lamberti    | Italië                | 3.48,38 |       |
| 21   | 5     | 2    | Petar Mitsin       | Bulgarije             | 3.49,30 |       |
| 22   | 2     | 5    | Kregor Zirk        | Estland               | 3.49,59 |       |
| 23   | 4     | 6    | Antonio Djakovic   | Zwitserland           | 3.49,77 |       |
| 24   | 5     | 6    | Felix Auböck       | Oostenrijk            | 3.50,50 |       |
| 25   | 2     | 7    | Eduardo Cisternas  | Chili                 | 3.51,29 | NR    |
| 26   | 2     | 3    | Ilia Sibirtsev     | Oezbekistan           | 3.51,52 |       |
| 27   | 2     | 4    | Khiew Hoe Yean     | Maleisië              | 3.51,66 |       |
| 28   | 3     | 2    | Eduardo Moraes     | Brazilië              | 3.51,74 |       |
| 29   | 2     | 2    | Joaquín Vargas     | Peru                  | 3.54,59 |       |
| 30   | 2     | 6    | Jovan Lekić        | Bosnië en Herzegovina | 3.57,90 |       |
| 31   | 2     | 8    | Pavel Alovațki     | Moldavië              | 3.59,77 |       |
| 32   | 2     | 1    | Loris Bianchi      | San Marino            | 4.01,13 |       |
| 33   | 1     | 5    | Ilias el Fallaki   | Marokko               | 4.01,59 |       |
| 34   | 1     | 3    | Raekwon Noel       | Guyana                | 4.02,29 | NR    |
| 35   | 1     | 6    | Alberto Vega       | Costa Rica            | 4.03,14 |       |
| 36   | 1     | 2    | Ridhwan Abubakar   | Kenia                 | 4.05,14 |       |
| 37   | 1     | 4    | Nikola Ǵuretanoviḱ | Noord-Macedonië       | 4.05,38 |       |

### Finale
| Rang   | Naam | Land              | Tijd             | Baan    | Bijz. |
| ------ | ---- | ----------------- | ---------------- | ------- | ----- |
| Goud   | 4    | Lukas Märtens     | Duitsland        | 3.41,78 |       |
| Zilver | 6    | Elijah Winnington | Australië        | 3.42,21 |       |
| Brons  | 1    | Kim Woo-min       | Zuid-Korea       | 3.42,50 |       |
| 4      | 2    | Samuel Short      | Australië        | 3.42,64 |       |
| 5      | 5    | Guilherme Costa   | Brazilië         | 3.42,76 | AR    |
| 6      | 3    | Fei Liwei         | China            | 3.44,24 |       |
| 7      | 8    | Oliver Klemet     | Duitsland        | 3.46,59 |       |
| 8      | 7    | Aaron Shackell    | Verenigde Staten | 3.47,00 |       |